# Tornei calcistici di guerra in Italia 1918-1919
Questa voce tratta dei tornei calcistici di guerra 1918-1919 disputati in sostituzione del normale campionato di calcio italiano, sospeso a causa della prima guerra mondiale.

## I tornei regionali
I tornei furono organizzati dai Comitati Regionali ricostituiti oppure ridimensionati dopo il superamento della fase commissariale.

## Lombardia
In questa stagione il Comitato Regionale Lombardo non indisse alcun campionato regionale ufficiale, nemmeno di Terza Categoria.

### Coppa Mauro
La competizione non ebbe il patrocinio del Comitato Regionale Lombardo (fu da questo approvata e per questo motivo esso fornì gli arbitri ufficiali), ma, a differenza della precedente Coppa Lombardia, fu classificata come competizione di Prima Categoria.
La Coppa, non assegnata la stagione precedente malgrado fosse stata vinta dal Milan, fu rimessa in palio dall'ingegner Francesco Mauro (vicepresidente e reggente pro-tempore della FIGC), il quale, essendo dispensato dal servizio militare, tornava spesso a Milano, mentre il fratello Giovanni era al fronte quale ufficiale (tenente) degli Alpini e fu presente solo grazie a sporadiche licenze, di cui una per convalescenza.

#### Classifica finale
|  | Pos. | Squadra        | Pt | G  | V | N | P  | GF | GS | DR  |
|  | ---- | -------------- | -- | -- | - | - | -- | -- | -- | --- |
|  | 1.   | Legnano        | 16 | 10 | 7 | 2 | 1  | 39 | 10 | +29 |
|  | 2.   | Milan          | 14 | 10 | 6 | 2 | 2  | 28 | 17 | +11 |
|  | 3.   | Internazionale | 12 | 10 | 5 | 2 | 3  | 23 | 20 | +3  |
|  | 3.   | US Milanese    | 12 | 10 | 5 | 2 | 3  | 16 | 12 | +4  |
|  | 5.   | Saronno        | 6  | 10 | 3 | 0 | 7  | 8  | 29 | -21 |
|  | 6.   | Enotria        | 0  | 10 | 0 | 0 | 10 | 11 | 37 | -26 |

Legenda:
      Vincitore della Coppa Mauro.
Note:
Due punti a vittoria, uno a pareggio, zero a sconfitta.
A pari punti era in vigore il pari merito.

### Coppa Giuriati
Offerta dall'Enotria Goliardo, fu disputata fra il 13 ottobre e il 27 ottobre 1918.

### Targa Burba
Offerta dall'US Milanese, fu disputata fra il 20 ottobre e il 24 novembre 1918.

### Coppa Biffi
Offerta dal Saronno, fu disputata fra il 3 novembre e il 15 dicembre 1918.

### Coppa Juniores
Fu disputata dagli allievi (fino ai 17 anni non compiuti) fra il 10 novembre e il 12 gennaio 1919.

### Campionato di Seconda Categoria
Fu disputato dalle società non necessariamente iscritte al precedente campionato di Promozione fra il 12 gennaio e il 6 aprile 1919.

### Campionato Riserve
Fu disputato fra il 12 gennaio e il 30 marzo 1919.

### Campionato boys
Torneo con limite di età: giovani calciatori nati dopo 31-1-1902. Fu disputato fra il 12 gennaio e il 30 marzo 1919.

## Toscana

### Coppa Federale Toscana 1919
Il comitato regionale della Toscana, dà vita al terzo torneo bellico. La coppa del 1919 si chiama come il presidente del comitato Mario Olivo, si iscrivono al torneo quattro squadre. Livorno, Pisa e i club fiorentini della Libertas e C.S.Firenze.

#### Classifica finale
|  | Pos. | Squadra          | Pt | G | V | N | P | GF | GS | DR  |
|  | ---- | ---------------- | -- | - | - | - | - | -- | -- | --- |
|  | 1.   | Pisa             | 12 | 6 | 6 | 0 | 0 | 27 | 4  | +23 |
|  | 2.   | Livorno          | 6  | 6 | 3 | 0 | 3 | 12 | 10 | +2  |
|  | 3.   | CS Firenze       | 5  | 6 | 2 | 1 | 3 | 6  | 14 | -8  |
|  | 4.   | Libertas Firenze | 1  | 6 | 0 | 1 | 5 | 5  | 22 | -17 |

Legenda:
      Vincitore della Coppa Mario Olivo.
Note:
Due punti a vittoria, uno a pareggio, zero a sconfitta.
A pari punti era in vigore il pari merito.